# Blauwe waterstof
Blauwe waterstof is het product van grijze waterstofproductie in combinatie met CO2-afvang en -opslag. 
Men onderscheidt blauwe waterstof van grijze waterstof (productie uit fossiele bron met toename van broeikasgassen in de atmosfeer) en groene waterstof (uit hernieuwbare bron). Het merendeel van de geproduceerde waterstof is grijze waterstof, door de CO2-uitstoot hierbij af te vangen wordt de productie van deze waterstof CO2-neutraal. 

## Waterstofproductie met CCS
De meest gebruikte methode voor de productie van waterstof is stoomreforming, en daaraan gekoppelde processen als de water-gas-shift-reactie en drukwisseladsorptie, van methaan-houdende (fossiele) brandstoffen. Bij deze productie ontstaat naast waterstof CO2, die zonder afvang vrijkomt. 
CO2-afvang en -opslag, internationaal bekend als Carbon Capture and Storage (CCS), helpt voorkomen dat de CO2 in de atmosfeer terechtkomt. De CO2 wordt bij de productiefaciliteit afgevangen en opgeslagen in bijvoorbeeld lege aardgasvelden onder de zeebodem. Omdat dit al voor de verbranding gebeurt noemt men dit ‘pre-combustion-CCS’. Zo wordt de negatieve invloed op het klimaat door de productie van waterstof uit aardgas voor een belangrijk deel tenietgedaan. Blauwe waterstof is daarmee niet alleen bij het gebruik, maar ook bij de productie grotendeels klimaatneutraal. Dit maakt waterstof, naast het noodzakelijke gebruik als grondstof, ook interessanter om te gebruiken als duurzame brandstof. 
Vanuit milieugroepen rezen echter twijfels bij de klimaatvoordelen van blauwe waterstof. Niet alleen is ondergrondse opslag mogelijk gevoelig voor lekkages en aardbevingen, ook worden methaanlekken bij de verwerking van aardgas niet vermeden.
Naast het opslaan van de koolstof in gasvorm (CO2) onderzoekt men de mogelijkheden om de koolstof in vaste vorm op te slaan. Het methaan uit aardgas of biogas kan ook direct gekraakt worden om waterstof te produceren, waarbij in de afwezigheid van zuurstof alleen pure koolstof als vaste stof overblijft. In vaste vorm is koolstof makkelijker op te slaan, omdat er onder andere geen gevaar voor lekkage bestaat.

## Toepassing
De technieken voor CCS bestaan reeds en worden in kleine aantallen toegepast. In Noorwegen bestaat bijvoorbeeld sinds 1996 een infrastructuur voor de opslag van afgevangen CO2 onder de zeebodem. Bij de productie van grijze waterstof is het scheiden van de CO2 reeds een standaard onderdeel van het productieproces, zodat alleen opslag toegevoegd hoeft te worden. De bijkomende kosten die deze opslag met zich meebrengt vormen de voornaamste hindernis voor blauwe waterstof. Daarnaast bestaat er maatschappelijke weerstand tegen de techniek, mede omdat investeringen hierin ten koste zouden gaan van alternatieven voor fossiele brandstoffen.

## Extra verliezen en dus extra aardgasverbruik en methaanlekkage
Daar waar aardgas sowieso omgezet wordt in waterstof en de CO2 wordt afgevangen treedt er geen extra verlies op als gevolg van het omzetten van methaan naar waterstof. Daar waar aardgas omgezet wordt in waterstof om aardgas te vervangen treedt het omzettingsverlies van aardgas tot waterstof middels Steam Methane Reforming wel op. In dat geval heeft blauwe waterstof als nadeel extra aardgasverbruik. Met het extra aardgasverbruik neemt ook de lekkage van methaan bij de winning van het aardgas toe.